# Tasmanites
Tasmanites, rod zelenih algi smješten u vlastitu porodicu Tasmanitaceae, dio reda Pseudoscourfieldiales. Postoji 20 vrsta.. Sa fosilnim rodom Tytthodiscus Norem, čini poroddicu Tasmanitaceae.

## Vrste
1. Tasmanites annulatus D.C.Bharadwaj, R.S.Tiwari & Venkatachala
2. Tasmanites balteus C.J.Felix
3. Tasmanites bobrowskii Ważyńska
4. Tasmanites corrugatus C.J.Felix
5. Tasmanites crassus D.C.Bharadwaj, R.S.Tiwari & Venkatachala
6. Tasmanites exasperatus L.A.Sergeeva
7. Tasmanites fissura C.J.Felix
8. Tasmanites fulgidus C.J.Felix
9. Tasmanites marginatus D.C.Bharadwaj, R.S.Tiwari & Venkatachala
10. Tasmanites marshalliae (Parke) Boalch & Guy-Ohlson
11. Tasmanites mirus L.M.Yin & Zai P.Li
12. Tasmanites porosus C.J.Felix
13. Tasmanites punctatus E.T.Newton
14. Tasmanites simplex D.C.Bharadwaj, R.S.Tiwari & Venkatachala
15. Tasmanites sinuosus M.R.Winslow
16. Tasmanites sommeri M.R.Winslow
17. Tasmanites usitatus C.J.Felix
18. Tasmanites validus C.J.Felix
19. Tasmanites vanboekelii M.D.Muir & Sarjeant
20. Tasmanites vindhyanensis P.K.Maithy & M.Shukla